# Hienadź Niewyhłas
Hienadź Mikałajewicz Niewyhłas, Hienadź Mikałajewicz Niawyhłas (biał. Генадзь Мікалаевіч Невыглас, biał. (klas.) Генадзь Мікалаевіч Нявыглас, ros. Геннадий Николаевич Невыглас, Giennadij Nikołajewicz Niewygłas, ur. 11 lutego 1954 w Parochońsku) – białoruski polityk, działacz państwowy i sportowy, generał, szef Administracji Prezydenta Republiki Białorusi w latach 2006–2008; oskarżany o dokonywanie represji wobec oponentów władzy Alaksandra Łukaszenki.

## Życiorys
W 1975 ukończył Wyższą Szkołę Służby Pogranicznej KGB ZSRR w Moskwie, a w 1989 Wyższą Szkołę KGB im. Dzierżyńskiego.
W latach 1975–2000 był funkcjonariuszem radzieckich i białoruskich wojsk ochrony pogranicza. Do 1992 służył na stanowiskach operacyjnych Wschodniego Okręgu Granicznego. W 1988 odbywał służbę w Afganistanie. Od 1992 do 1997 był pracownikiem Głównego Zarządu Wojsk Pogranicznych Białorusi, a od 1997 do 2000 zastępcą przewodniczącego Państwowego Komitetu Wojsk Pogranicznych.
Następnie pracował w administracji prezydenta Alaksandra Łukaszenki. W latach 2000–2001 kierował Służbą Bezpieczeństwa Prezydenta. 12 września 2001 objął stanowisko sekretarza Rady Bezpieczeństwa. Był również doradcą prezydenta ds. bezpieczeństwa narodowego. 4 stycznia 2006 powierzono mu funkcję Szefa Administracji Prezydenta.
W lipcu 2008 został odsunięty od zajmowanych stanowisk państwowych.
Od 2003 jest prezesem Białoruskiego Związku Piłki Nożnej.

## Udział w łamaniu praw człowieka
Według raportu przygotowanego przez polską Fundację Wolność i Demokracja, Hienadź Niewyhłas w czasie pełnienia funkcji szefa Biura Administracji Prezydenta zajmował się koordynowaniem działań represyjnych przeciwko opozycji politycznej. 2 lutego 2011 roku znalazł się na liście pracowników organów administracji Białorusi, którzy za udział w domniemanych fałszerstwach i łamaniu praw człowieka w czasie wyborów prezydenckich w 2010 roku otrzymali zakaz wjazdu na terytorium Unii Europejskiej.